# 産繭処理統制法
産繭処理統制法（さんけんしょりとうせいほう、昭和11年5月26日法律第9号）は、繭の取引制度ならびに取引機構を改善して養蚕業者、製糸業者双方に便益を与えるために制定された法律である。
第69帝国議会を通過し、1936年（昭和11年）5月26日公布。施行は一部は同年12月1日、一部は1937年（昭和12年）4月1日。蚕糸業統制法（昭和16年3月13日法律第67号）の施行により廃止された。

## 概要
養蚕業者のよるべき蚕の処理方法は、乾繭取引、特約取引（収繭の前になした契約に基づく生繭売買取引）、組合製糸（産業組合または産業組合聯合會によっておこなう製糸加工）およびその他勅令をもって定める方法の4に限定し、その他の生繭取引は原則として認めない（第1条）。
特に乾繭取引に重点が置かれたのは、生繭では養蚕者が売り急がざるを得ず、製糸者も一時に多額の資金を要し、融資上、不便が多いとされたからである。
また、繭取引を容易にするために道府県に繭検定所が増置され、原則として繭取引はこの公営検定所の格付けによることとした（第2、3条）。
さらに、特約取引を認可制度とし、特約条項に不公平がないことを期した。
なお、繭の処理を行なう団体の行為が不当に紊されないように第5条で必要に応じて第三者を団体の統制に強制的に服させる途が開かれた。
ただし、以上の改善策が講じられても糸価の大きな変動は防止することはなお困難であったため、糸価安定施設法が制定された。